# Vulpia delicatula
Vulpia delicatula là một loài thực vật có hoa trong họ Hòa thảo. Loài này được (Lag.) Dumort. miêu tả khoa học đầu tiên năm 1824.